# Gina Sanmiguel

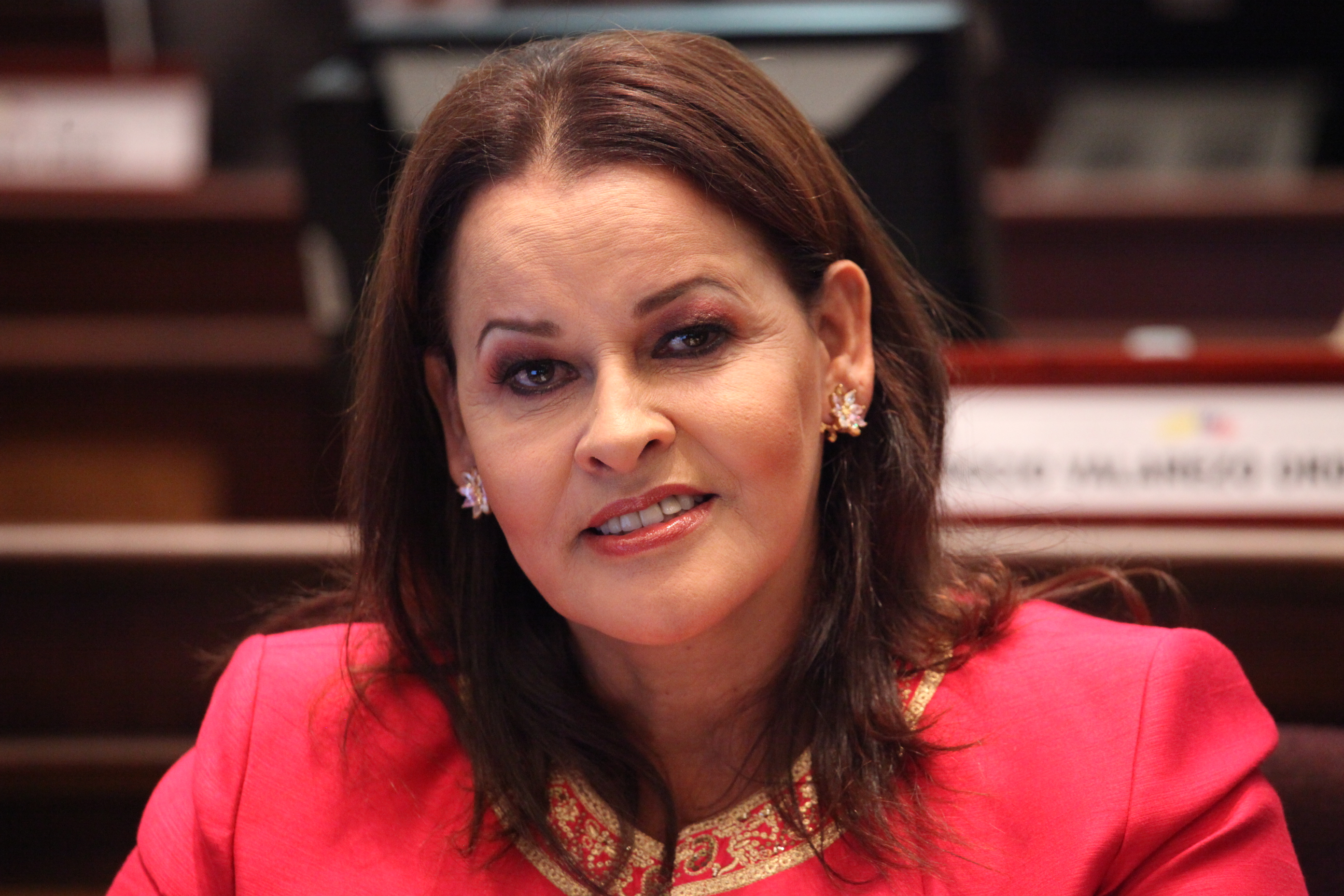
Gina Sanmiguel năm 2013

Gina Zita Sanmiguel Palacios (sinh năm 1956 hoặc 1957) là một chính trị gia người Ecuador, là người phụ nữ đầu tiên được bầu làm thống đốc cho Đảng Kitô giáo xã hội và sau đó sẽ là nữ đầu tiên đại diện cho tỉnh Napo trong Quốc hội Ecuador, lần này là PAIS Liên minh.

## Tiểu sử
Sanmiguel sinh năm 1956 hoặc 1957. Sự nghiệp chính trị của bà bắt đầu khi bà được bầu làm ủy viên hội đồng của thành phố Tena. Trong cuộc bầu cử lập pháp ở Ecuador năm 2002, bà đã cố gắng giành được một ghế được bảo trợ bởi Liên minh Dân chủ Cơ đốc giáo nhưng việc phân bổ ghế đã khiến bà không được bầu vào cuộc bầu cử mặc dù đứng thứ hai về số phiếu. Hai năm sau trong cuộc bầu cử khu vực ở Ecuador, Sanmiguel được Đảng Xã hội  bầu làm thống đốc tỉnh Napo, trở thành người phụ nữ đầu tiên nắm giữ chức vụ đó. Trong số các hành động đáng chú ý của chính quyền của bà là hoàn thành Thị trưởng Coliseo, xây dựng tầng hai của tòa nhà của quận và thành lập Pháp lệnh Cải cách các biểu tượng của tỉnh Napo. Sanmiguel bị cầm tù trong một thời gian ngắn vì tham gia các cuộc biểu tình chống lại chế độ của Tổng thống Alfredo Palacio.in tháng 2 năm 2006.
Trong cuộc bầu cử tại khu vực Ecuador năm 2009, bà đã cố gắng để được bầu lại làm quận trưởng dưới sự bảo trợ của phong trào Shayari, nhưng đã bị đánh bại bởi Sergio Chacón. Trong cuộc bầu cử lập pháp của đất nước được tổ chức bốn năm sau đó, Sanmiguel đã được bầu làm đại biểu quốc hội đại diện cho tỉnh Napo thay mặt cho Liên minh PAIS. Tuy nhiên, bà đã từ chức bài viết của mình vào tháng 11 để có thể nộp các bài báo để tranh cử chức vụ thị trưởng của Tena trong cuộc bầu cử theo mùa 2014. Sanmiguel đã bị đánh bại đến chức vụ thị trưởng bằng cách tạo thành viên Cơ hội Kléver Ron vào tháng 3.